# Wolfgang Morgenroth
Wolfgang Morgenroth (* 12. Februar 1930 in Rudolstadt; † 26. Mai 2021 in Berlin) war ein deutscher Indologe, Sprachwissenschaftler und Hochschullehrer.

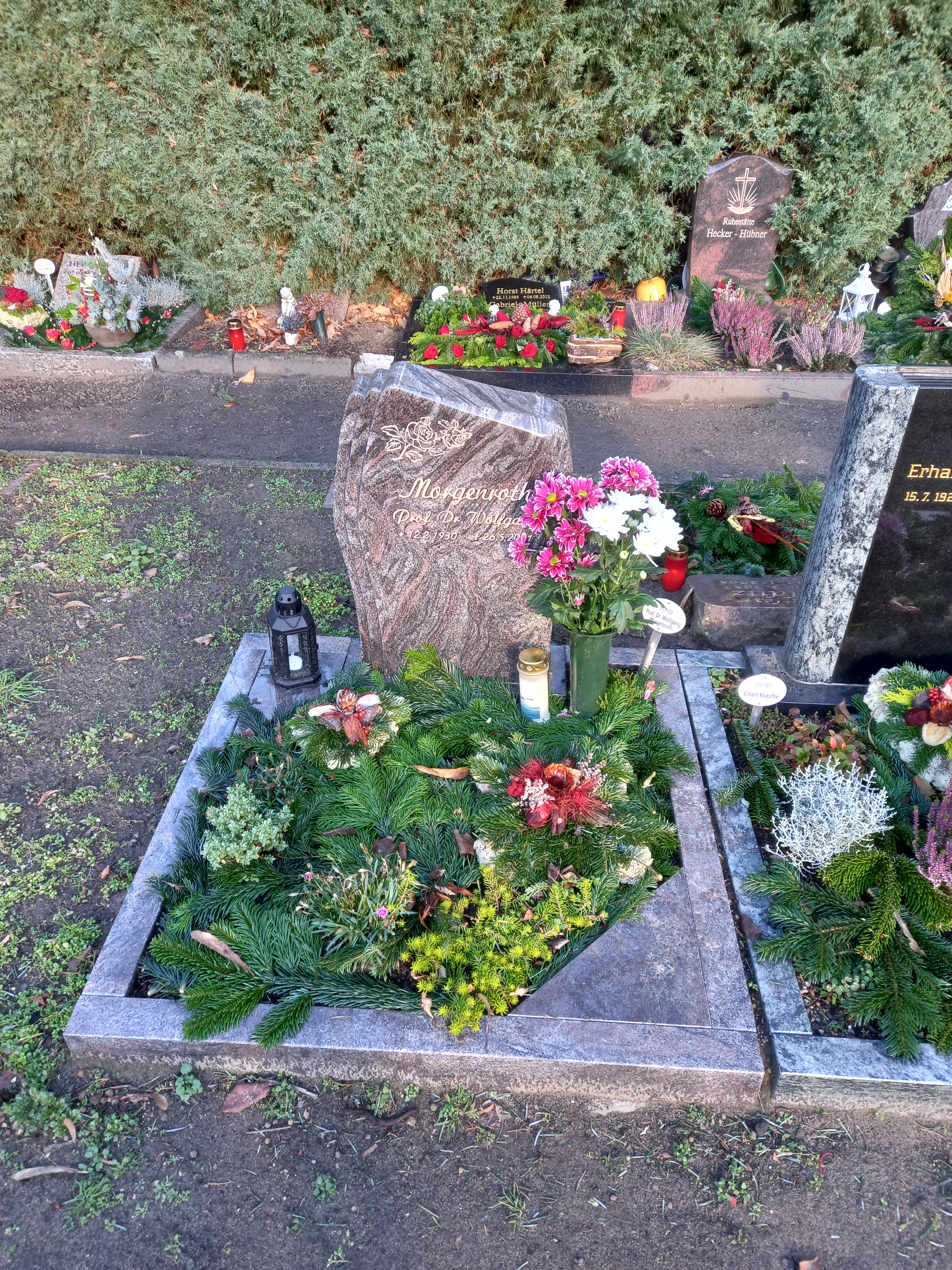
Das Grab von Wolfgang Morgenroth auf dem Friedhof Pankow III in Berlin

## Leben und Wirken
Nach seiner Reifeprüfung 1948 in Rudolstadt studierte Wolfgang Morgenroth von 1948 bis 1953 Indologie, Indogermanistik, Klassische Philologie und Germanistik an der Universität Jena. Nach seiner Diplom-Prüfung 1953 war er bis 1954 zunächst wissenschaftlicher Assistent in Jena und von 1954 bis 1961 Assistent und Lehrbeauftragter für Nordistik an der Universität Greifswald. Im Jahre 1958 promovierte er auf dem Gebiet von Indologie und Indogermanistik an der Universität Jena bei Richard Hauschild. Von 1959 bis 1968 hatte Morgenroth außerdem einen Lehrauftrag für Sanskrit, Pali und Pakrit an der Humboldt-Universität zu Berlin inne. Ab 1961 lehrte er als Dozent an der Universität Greifswald und habilitierte sich dort 1964. Von 1969 bis 1972 versah er eine Professur für Allgemeine und Vergleichende Sprachwissenschaft an dieser Universität. Ab 1972 lehrte er dann als Professor für Indologie (Sanskrit) an der Humboldt-Universität zu Berlin. Eine Gastprofessur führte ihn 1985/86 an die University of Pune. 1994 trat er in den Ruhestand.
Morgenroth veröffentlichte ein mehrfach neu aufgelegtes Lehrbuch des Sanskrit und trat außerdem als Übersetzer von Werken aus Indien hervor.

## Veröffentlichungen (Auswahl)
- (Übers.): Das Papageienbuch <Śukasaptati, dt.>. Winkler, München 1969 (erschien in zahlreichen weiteren Ausgaben, zuletzt bei: AB – Die Andere Bibliothek, Berlin 2023, ISBN 978-3-8477-0467-6).
- Lehrbuch des Sanskrit. Grammatik, Lektionen, Glossar. Verlag Enzyklopädie, Leipzig 1973 (zuletzt 6. Aufl. 1989, ISBN 3-324-00288-5).
- Zur Herausbildung der germanischen Stämme nach sprachwissenschaftlichen Forschungen. In: Bruno Krüger (Hrsg.): Die Germanen. Geschichte und Kultur der germanischen Stämme in Mitteleuropa. Bd. 1. Akademie-Verlag, Berlin 1976, S. 102–118.
- Albrecht Friedrich Weber ª ein Bahnbrecher der Indologie. In: Altorientalische Forschungen, Bd. 5 (1978), S. 97–112.
- (Hrsg.): Sanskrit studies outside India. Fourth World Sanskrit Conference. Humboldt Univ., Inst. of Asian Studies, Berlin 1979.
- (Übers.): Die Bekehrung des Königs Nami. Legenden aus dem Uttaradhyayana-Sutra [indische Legenden und Miniaturen aus einer Jaina-Handschrift]. Gustav Kiepenheuer Verlag, Leipzig 1979.
- Soziale Typenbegriffe in indischen Sprachen. In: Elisabeth Charlotte Welskopf (Hrsg.): Soziale Typenbegriffe im alten Griechenland und ihr Fortleben in den Sprachen der Welt. Bd. 6. Akademie-Verlag, Berlin 1982, S. 162–180.
- (Hrsg.): Sanskrit and world culture (= Schriften zur Geschichte und Kultur des Alten Orients, Bd. 18). Akademie-Verlag, Berlin 1986.
- (Übers.): Das Schlangenopfer. Geschichten aus dem Mahâbhârata. Rütten u. Loenig, Berlin 1987, ISBN 3-352-00052-2.
- Das Seminar für Orientalische Sprachen in der Wissenschaftstradition der Asien- und Afrikawissenschaften. In: Asien, Afrika, Lateinamerika, Bd. 16 (1988), S. 706–720.